# Halîcivka, Korop
Halîcivka (în ucraineană Галичівка) este un sat în comuna Nehaiivka din raionul Korop, regiunea Cernihiv, Ucraina.

## Demografie
Componența lingvistică a localității Halîcivka
     Ucraineană (100%)
Conform recensământului din 2001, toată populația localității Halîcivka era vorbitoare de ucraineană (100%).